# Pokalturneringen i ishockey for kvinder
 For alternative betydninger, se Pokalturneringen. (Se også artikler, som begynder med Pokalturneringen)
Pokalturneringen i ishockey for kvinder er en ishockeyturnering for kvindelige danske klubhold, der siden sæsonen 2020-21 er arrangeret af Danmarks Ishockey Union.
De to første udgaver af turneringen har begge haft deltagelse af fire hold og er blevet vundet af Herlev IK, som i den første finale i 2021 besejrede Odense IK, og Hvidovre IK, der i 2022 vandt over lokalrivalerne fra Rødovre Mighty Bulls Q i slutkampen.

## Finaler
| Sæson   | Vinder                     | Finalist               | Res. | Perioder      | Spillested                       | Ref.        |
| ------- | -------------------------- | ---------------------- | ---- | ------------- | -------------------------------- | ----------- |
| 2020-21 | Herlev IK (1)              | Odense IK              | 8–1  | 3-1, 3-0, 2-0 | Odense Isstadion, Odense         | Kamprapport |
| 2021-22 | Hvidovre IK (1)            | Rødovre Mighty Bulls Q | 5–2  | 1-2, 3-0, 1-0 | Rødovre Centrum Arena, Rødovre   | Kamprapport |
| 2022-23 | Rødovre Mighty Bulls Q (1) | Hvidovre IK            | 3–2  | 1-0, 1-1, 1-1 | Gigantium Isarena, Aalborg       | Kamprapport |
| 2023-24 | Rødovre Mighty Bulls Q (2) | Hvidovre IK            | 4–1  | 2-0, 1-1, 1-0 | Frihedens Idrætscenter, Hvidovre | Kamprapport |

## Pokalfightere
Efter hver finale kåres "Årets pokalfighter"
| Sæson   | Årets pokalfighter     | Hold        | Ref.  |
| ------- | ---------------------- | ----------- | ----- |
| 2020-21 | Silke Lave Glud        | Herlev IK   | [ 3 ] |
| 2021-22 | Julie Funch Østergaard | Hvidovre IK | [ 4 ] |
| 2022-23 | ?                      | ?           |       |
| 2023-24 | Julie Funch Østergaard | Hvidovre IK |       |